# Bokedalens naturreservat
Bokedalens naturreservat är ett naturreservat tillika ett Natura 2000-område beläget i den nordöstra delen av Partille socken i Partille kommun i Västergötland, strax norr om orten Jonsered. Reservatet inrättades 1998 och har en areal på cirka 275 hektar, varav 10 hektar sjöyta. Det förvaltas av Partille kommun.
Området ligger där Säveån rinner ut från sjön Aspen.
Området sträcker sig över ett starkt kuperat landskap med flera olika naturtyper representerade. Det finns såväl ädellövskog med bok och ek (53 ha) som talldominerad barrskog (160 ha), men även åkermark och parkmiljöer. Sjöarna Lilla och Stora Ramsjön samt tjärnen Rävhålan ingår i reservatet. I både floran och faunan märks ett flertal sällsynta och rödlistade arter, till exempel svart nervmossa, orangebrun giftspindling, nötkråka, tjäder och ädelguldbagge.

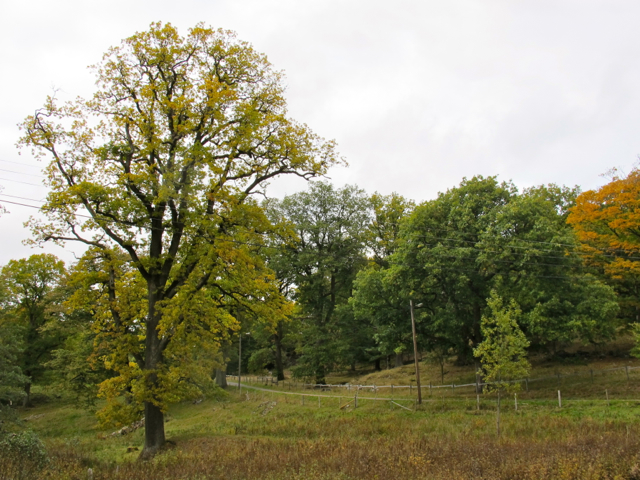
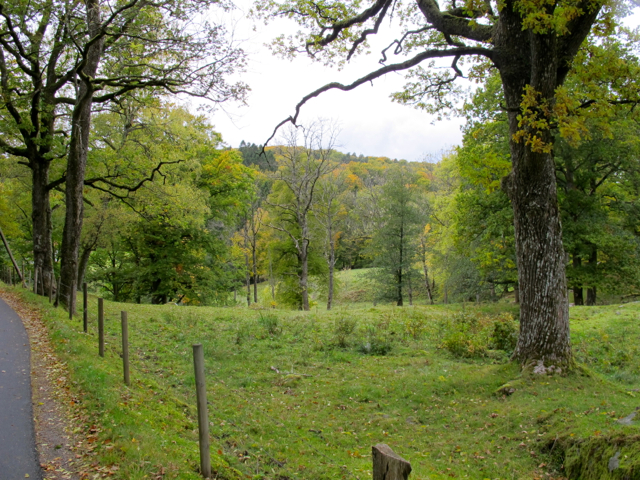
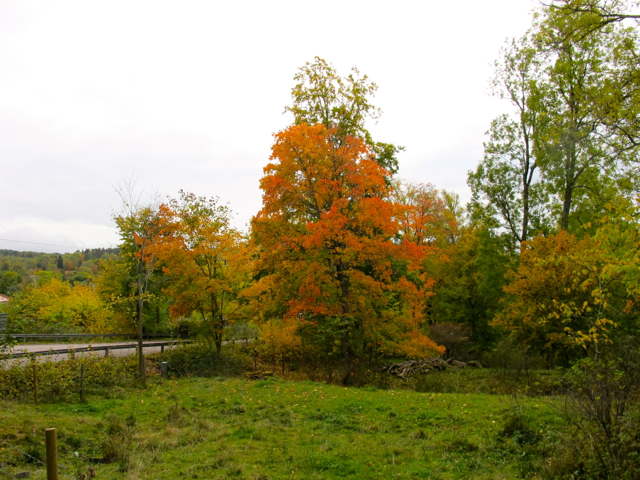